# Peuples indigènes de l'Équateur
Les peuples indigènes d'Équateur sont les populations d'origine amérindienne, descendant des habitants présents avant la conquête du pays par l'Espagne au XVIe siècle. Ces populations se divisent en treize nationalités officiellement reconnues, la plupart ayant leur langue propre. Les indigènes vivent majoritairement dans la partie andine du pays (nationalité kichwa), mais également dans la partie amazonienne et la zone côtière. Ils disposent également d'organisations représentatives. La principale étant la Confédération des nationalités indigènes de l'Équateur (CONAIE), mais d'autres organisations existent, comme la FENOCIN (membre de la Via Campesina), la FEI (historiquement communiste) ou la FEINE (évangélique).

## Estimations de la population indigène en Équateur
Les estimations de la population amérindienne de l'Équateur sont extrêmement variables : alors que l'Institut équatorien des statistiques et recensements (INEC, organe gouvernemental) estime en 2001 que la population indigène représente 6,8 % de la population du pays (soit 830 418 personnes), l'Organisation des Nations unies estime ce chiffre à 43 % en 2004 (4 100 000 personnes).
Le faible chiffre obtenu par l'INEC peut s'expliquer par le fait que le recensement se base sur la méthode de l'autodéfinition : seules sont comptabilisées les personnes qui « ont accepté d'être indigènes malgré les multiples complications sociales que signifie faire partie de cette population ». Un chiffre (40 %) proche de celui fourni par les Nations unies est avancé par des membres du mouvement indigène comme le député Gerónimo Yantalema. selon lui, le fait que le chiffre de l'INEC soit plus bas est dû au fait que l'espagnol est la langue exclusive du recensement et que, par conséquent, certaines populations indigènes ne comprennent pas pleinement les questions qui leur sont posées.
La proportion des autochtones est généralement estimée à environ 25 %.

## Nationalités indigènes

### Définition
La reconnaissance des nationalités et peuples indigènes, est une revendication ancienne des populations amérindiennes de l'Équateur, considérant que, sans elle, la préservation de leurs territoires ancestraux, de leurs cultures propres et de leurs modes de vie ainsi que tout développement est impossible. Elle implique certaines formes de fonctionnement autonome.
Les définitions ci-dessous, sont celles adoptées par la CODENPE (Conseil de développement des nationalités et peuples de l'Équateur), instance officielle, représentative et participative, dépendante de la présidence de la république, créée à la suite de la promulgation de la nouvelle Constitution (1998), laquelle reconnaît nationalités et peuples comme faisant partie de l’État.
- On entend par nationalité : Le peuple où ensemble de peuples anciens antérieurs et constitutifs de l’État équatorien, qui s’auto-définissent comme tels, ont une identité historique, langue et culture communes, qui vivent en un territoire déterminé suivant leurs institutions et formes traditionnelles d’organisations sociale, économique, juridique, politique et exercices de l’autorité.

- On entend par peuple indigène : Des collectivités originelles, formées de communautés ou centres ayant une identité culturelle qui les distingue d’autres secteurs de la société équatorienne, régies par un système propre d’organisation sociale, économique, politique et légale. Ce qui signifie que dans une même nationalité peuvent exister plusieurs peuples ayant en commun certaines caractéristiques, comme une même langue, mais différenciés par d’autres éléments.

Ces concepts ne sont pas synonymes de  "Nation" et ne s’y opposent pas. La Nation, désigne l’ensemble des équatoriens et implique le sentiment d’appartenance à un territoire souverain et uni.
L’Équateur présente sur un territoire restreint, pour des raisons historiques et à cause de sa grande diversité géographique, une étonnante variété ethnique et culturelle. Les nationalités Indigènes reconnues officiellement par la CODENPE sont au nombre de treize.
Région côtière (Costa) :
- Awa
- Chachi
- Epera
- Tsa’chila

Région Amazonienne (Oriente) :
- Achuar
- A'i Cofán
- Andoa
- Huaorani
- Secoya
- Shiwiar
- Shuar
- Siona
- Zápara

Régions Andine (Sierra) et Amazonienne (Oriente) :
- Kichwas (appartenant au groupe quechua).

La Nationalité Kichwa, elle-même constituée de treize peuples :
Région Andine (Sierra) :
- Kichwa Kayambi
- Kichwa Natabuela
- Kichwa Otavalo
- Kichwa Kayambi
- Kichwa Kitu kara
- Kichwa Panzaleo
- Kichwa Chibuleo
- Kichwa Salasaka
- Kichwa Waranka
- Kichwa Puruhá
- Kichwa Kañari
- Kichwa Saraguro

Région Amazonienne (Oriente) :
- Kichwa de l'Amazonie

Ainsi qu'un quatorzième peuple actuellement en processus de recherche et de reconstitution de culture et d'identité :
Région côtière (Costa):
- Manta-Huancavilca-Puná

Les Afro-Équatoriens, principalement originaires de la Costa, sont également représentés à la CONAIE par leur participation à la CONAICE.

## Racisme
Le racisme perdure en Équateur. Pendant les manifestations contre le gouvernement d'octobre 2019, les réseaux sociaux ont été inondés de commentaires racistes, tandis que l’ex-maire de Guayaquil Jaime Nebot, pressenti pour être le candidat à la présidence pour le Parti social-chrétien (droite), a affirmé pendant les mobilisations qu’il « recommandait » aux Amérindiens de retourner dans leurs montagnes.